# Marek Špilár
Marek Špilár, född 11 februari 1975, död 7 september 2013, var en slovakisk fotbollsspelare.
Marek Špilár spelade 30 landskamper för det slovakiska landslaget.